# Fistulobalanus abeli
Fistulobalanus abeli is een zeepokkensoort uit de familie van de Balanidae. De wetenschappelijke naam van de soort is voor het eerst geldig gepubliceerd in 1932 door Lami & André.